# Metaleptobasis bovilla
Metaleptobasis bovilla – gatunek ważki z rodziny łątkowatych (Coenagrionidae). Występuje na terenie Ameryki Środkowej.